# Милих, Якоб
Якоб Милих (нем. Jakob (Jacob) Milich (Mühlich); 21 января 1501 (по другим данным 24.01.1501), Фрайбург — 10 ноября 1559, Виттенберг) — немецкий врач, математик и астроном.
Якоб Милих родился во Фрайбурге, где получил всестороннее семейное образование и в 1513 году был зачислен во Фрайбургский университет. В университете его учителями были Эразма Роттердамского и Ульрих Цазий. Основное внимание уделял изучении медицины. По окончании учебы работал в Венском университете, а затем по приглашению Меланхтона, ставшего его другом, в 1524 году перешел в Виттенбергский университет. В Виттенберге Милих получил докторскую степень по медицине. Читал лекции по математике, медицине, анатомии, латинской грамматике, космологии. Самым известным учеником Милиха был Рейнгольд. Среди наиболее известных работ Милиха можно отметить его комментарий Естественной история Плиния (1534). В разные годы был деканом медицинского и философского факультетов, а также ректором университета.
В честь Милиха назван кратер на Луне.

## Научные труды
- Orationes de vita Hippocratis, Geleni Avicennae
- De consideranda sympathia & antipathia in rerum natura
- De arte medica Oratio
- De studio doctrinae anatomicae. Wittenberg 1550.
- De paribus & motibus cordis
- Commentariue in secundum librum Plinii de hist. Mundi. Hagenau 1534, Leipzig 1537.
- Quaestio: an recte dictum a Xenophone: bibendum esse ita, ut litiens desinas
- Oratio de pulmone